# Fylking (fåglar)

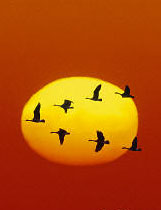
En flock med kanadagäss i typisk plogformation, så kallad fylking.

Fylking, även kallad plogformation eller v-formation, är begrepp för en flock med flyttfåglar, exempelvis änder, gäss och svanar, som flyger i en formation där en fågel ligger längst fram med de andra fåglarna bakom, i två led vinklade ut från ledarfågeln. En vanlig missuppfattning är att en sådan plog med exempelvis gäss har en ledargås som ligger längst fram hela tiden. Istället byter fåglarna ofta plats med varandra inom formationen.
Orsaken till denna v-formation är att den ur ett aerodynamiskt perspektiv är optimal. Undersökningar genomförda på pelikaner visar att hjärtfrekvensen hos fåglar som flyttar i plogformation är mycket reducerad och andra undersökningar har visat att en flock på 25 fåglar i plogformation kan flyga 70 % längre på samma mängd energi som en ensam fågel.